# Statua di Pietro il Grande
La statua di Pietro il Grande a Mosca è un monumento che raffigura Pietro I di Russia, zar di Russia dal 1682 al 1725. Con i suoi 94 metri al momento della sua inaugurazione il monumento era al 6º posto tra le statue più alte del mondo e al primo posto tra monumenti più alti della Russia, solo 9 metri più alto della Statua della Madre Russia di Volgograd.

## Storia
Realizzata su progetto dell'architetto Zurab Konstantinovič Cereteli, fu concepita per raffigurare Cristoforo Colombo in occasione del 500º anniversario della scoperta dell'America, nel 1992. Dopo che nessun cliente statunitense fu trovato dall'artista, egli si ripropose di "riciclare" il progetto per un monumento commemorativo del 300º anniversario della prima flotta russa, raffigurante Pietro il Grande. La statua è stata realizzata e collocata a Mosca, su uno scoglio all'estremità occidentale dell'isola artificiale della Moscova, in corrispondenza dell'imbocco del canale Vodootvodnyj. La testa del navigatore genovese fu sostituita con quella dello zar, ma le tre caravelle rimasero; l'artista nega di aver riutilizzato un'idea precedente per la statua moscovita.
Considerata da molti tra le statue più brutte del mondo, nel 2010 il nuovo sindaco della città di Mosca ha proposto di disfarsene, offrendo di cederla a varie città russe. San Pietroburgo ha rifiutato, ma il sindaco di Arcangelo si è detto disposto ad accettarla.
Un'altra statua realizzata da Cereteli,di dimensioni similmente enormi è stata dedicata a Cristoforo Colombo e battezzata Birth of the New World (Nascita di un mondo nuovo) è stata inaugurata nel 2016 nella città di Arecibo a Porto Rico.